# 1989 en Saskatchewan
Chronologie de la Saskatchewan
- 1985
- 1986
- 1987
- 1988
- 1989
- 1990
- 1991
- 1992
- 1993

Cette page concerne des événements d'actualité qui se sont produits durant l'année 1989 dans la province canadienne de la Saskatchewan.

## Politique
- Premier ministre : Grant Devine
- Chef de l'Opposition :
- Lieutenant-gouverneur : Frederick W. Johnson puis Sylvia Fedoruk
- Législature :

## Naissances

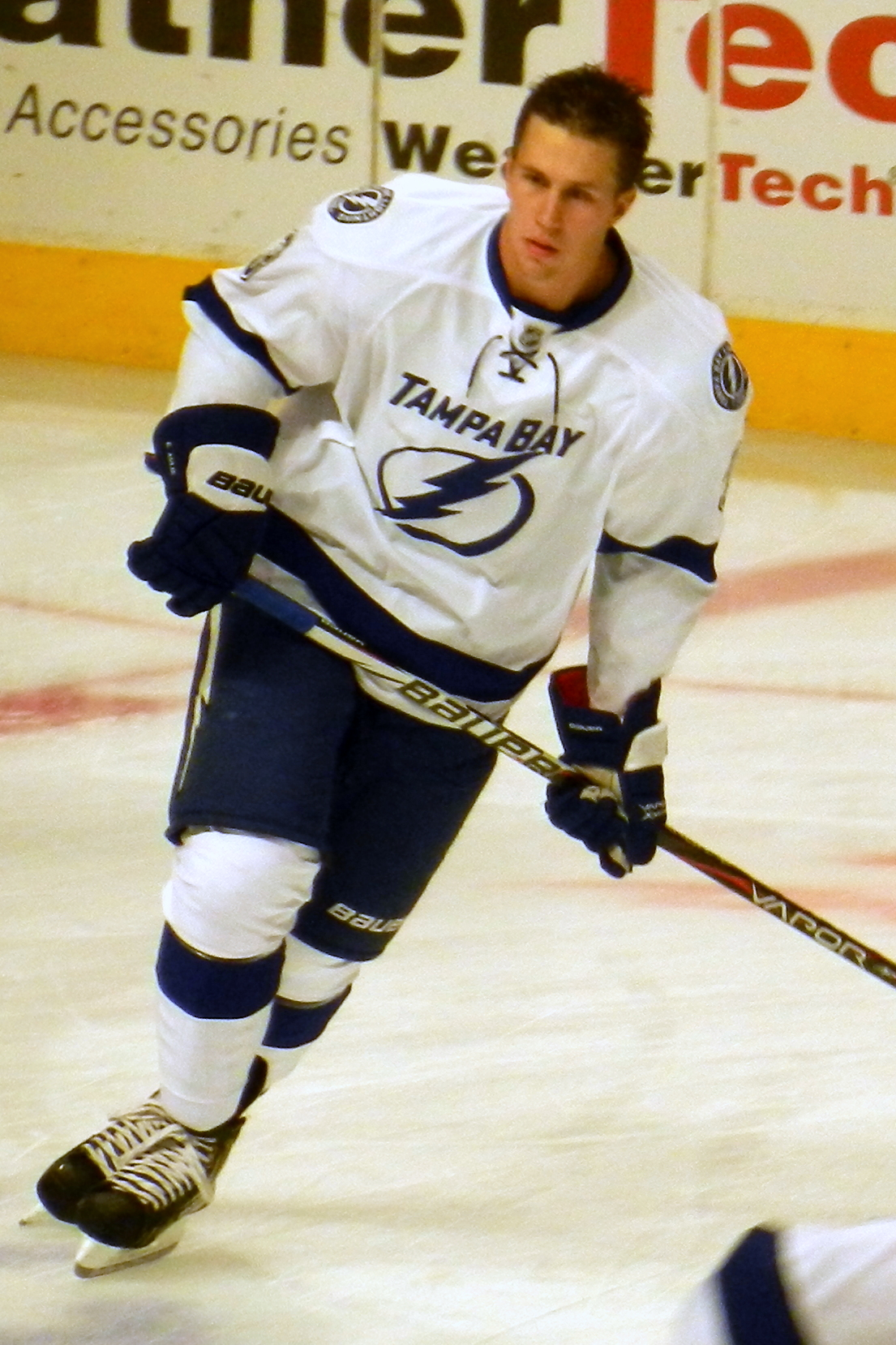
Keith Aulie

- 28 avril : Dustin Cameron (né à Saskatoon) est un joueur de hockey sur glace canadien.

- 11 juillet : Keith Aulie (né à Régina) est un joueur professionnel de hockey sur glace.

- 2 novembre : Luke Schenn (né à Saskatoon) est un joueur de hockey sur glace canadien[1].

- 24 novembre : Joel Broda (né à Prince Albert) est un joueur professionnel de hockey sur glace canadien.